# اریک وان روزن
 اریک وان روزن (انگلیسی: Eric von Rosen؛ ۲ ژوئن ۱۸۷۹ – ۲۵ آوریل ۱۹۴۸) یک سیاح اهل سوئد بود.